# 美鐵伊利諾州服務

美鐵伊利諾州線路

伊利諾伊服務（英語：Illinois Service），品牌名為美鐵伊利諾（英語：Amtrak Illinois），由美鐵在美國伊利諾伊州運營的三條長途客運鐵路線組成。 伊利諾伊州服務主要由伊利諾伊州交通部 (IDOT) 資助。
芝加哥是所有三個伊利諾伊州服務路線的終點站，每天都有多個往返行程：
- 芝加哥-昆西：每天兩次往返，伊利諾伊和風號和卡爾·桑德堡號。
- 芝加哥-聖路易斯：林肯號：每天四次往返，是服務另一個州的唯一路線。
- 芝加哥-卡本代爾：每天兩趟往返，伊利諾伊人號和薩盧基犬號，唯一的火車提供托運行李服務的路線，经过伊利诺伊大学厄巴纳-香槟分校。